# Tandskydd

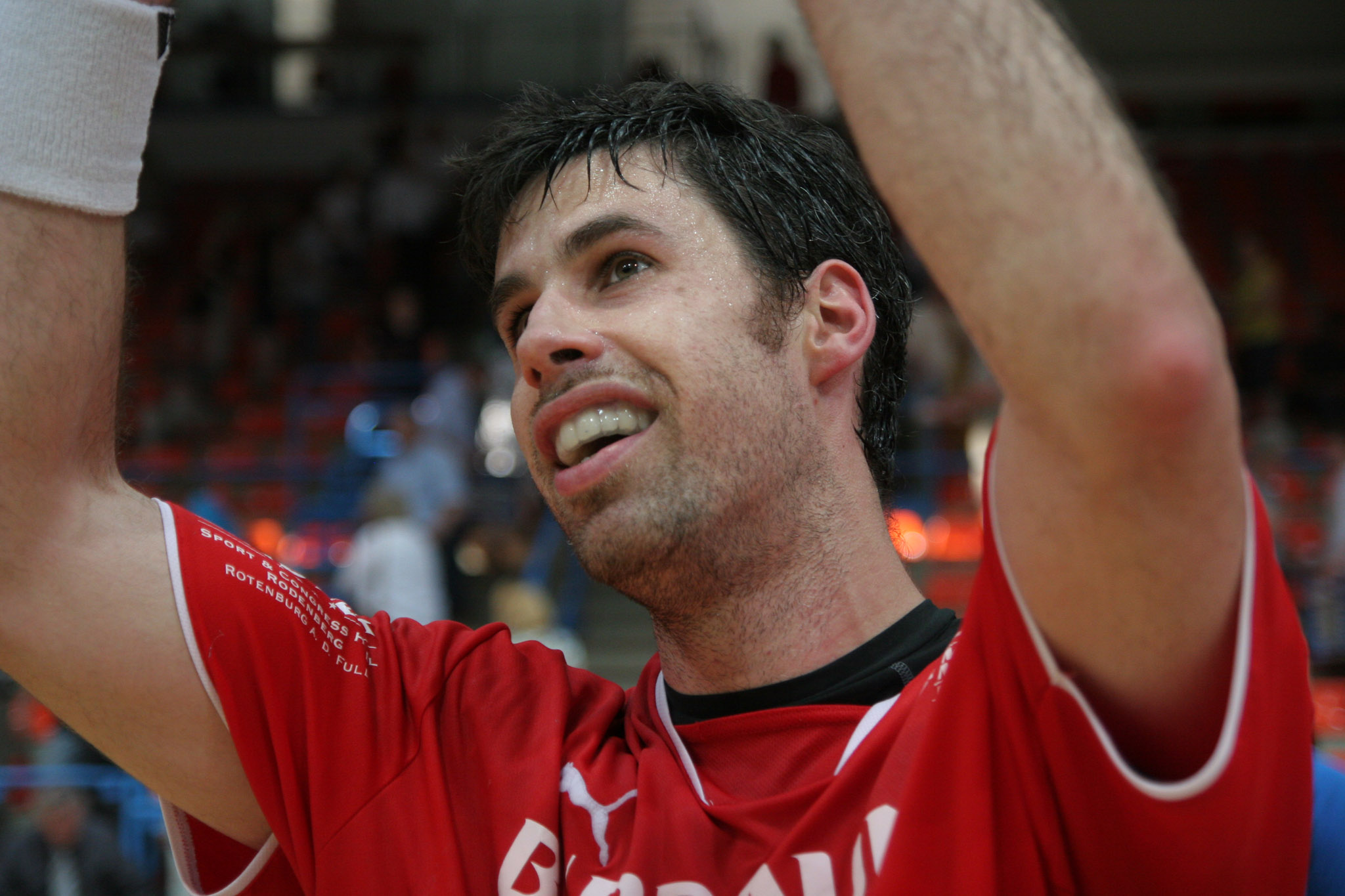
Tandskydd hos utövare av kontaktsport.

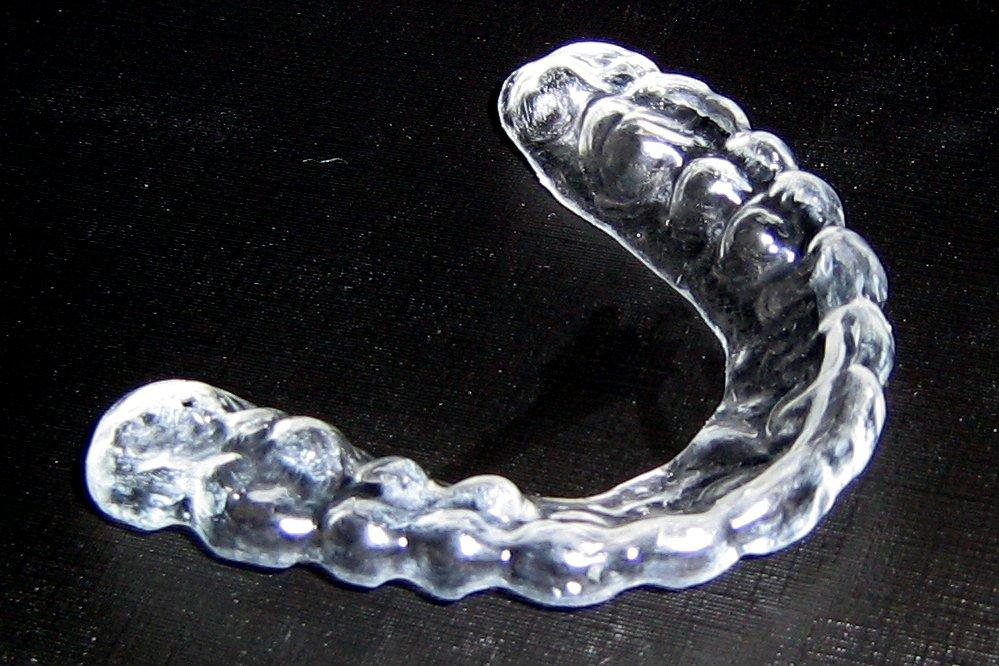
Exempel på tandskydd använt i samband med behandling av bruxism.

Ett tandskydd är ett specialskydd för munnen som täcker tänderna och tandköttet, för att förebygga och minska skador på tänderna, valv och tandkött. Ett tandskydd används oftast för att förhindra skador vid kamp- och kontaktsporter såsom boxning, MMA, taekwondo eller rugby. Tandskyddet finns i olika utformning och är oftast tillverkat i plast eller gummi.